# نسبة مساحة الأرضية

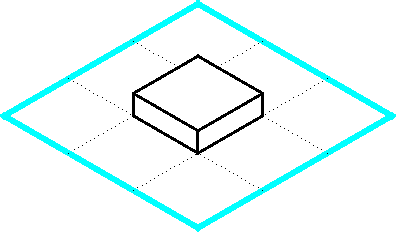

نسبة المساحة الأرضية (FAR) يمثل نسبة ما بين المساحة الكلية المصرح البناء عليها في جميع الطوابق إلي مساحة أرض الموقع المحدد للبناء.
وفي بعض الحالات تعرف النسبة البنائية علي أنها نسبة المساحة النافعة للاستخدام المعيشي إلي مساحة أرض الموقع؛ أي أن حسابات النسبة البنائية يستثني منه المساحة المبنية التي لا يستفاد منها وأحياناً يستثني جراج العربات والدرج والمصاعد. وفي بعض اللوائح التنظيمية للمباني يجرى تمييز بين النسبة البنائية للمباني الرئيسية والمباني الملحقة بها
يمكن خلال التصميم والبناء ان تفرض قيود على مثل هذه النسبة على حسب تقسيم المناطق .
صيغة FAR = (مساحة الطوابق الإجمالية) / (مساحة الكلية قطعة الأرض)
ويمكن ايضا تعريفها بنسبة مساحة الأرضية (Floor Area Ratio أو FAR) هي مصطلح معماري يستخدم لتحديد كثافة البناء المسموح بها على قطعة أرض معينة. تحسب FAR من خلال قسمة إجمالي مساحة الأرضية الإجمالية للبناء على مساحة الأرض.
الصيغة هي:
\text{FAR} = \frac{\text{إجمالي مساحة الأرضية}}{\text{مساحة قطعة الأرض}} 
حيث:
•	إجمالي مساحة الأرضية: مجموع المساحات لكل الطوابق في المبنى.
•	مساحة قطعة الأرض: المساحة الإجمالية للأرض التي يبنى عليها المبنى.
على سبيل المثال، إذا كان لديك قطعة أرض مساحتها 1000 متر مربع وإجمالي مساحة الأرضية للبناء هو 2000 متر مربع، فإن نسبة مساحة الأرضية ستكون 2.0.
FAR يستخدم في تنظيم التطوير العقاري وللتأكد من أن البناء يتماشى مع خطط التخطيط الحضري.

## المصطلح
تسمى نسبة مساحة الأرض في بعض الأحيان نسبة مساحة الأرض ( FSR ) أو مؤشر مساحة الأرض ( FSI ) أو نسبة الموقع أو نسبة المخطط .
الفرق بين FAR و FSI هو أن الأول هو عبارة عن نسبة، في حين أن الأخير هو مؤشر. أرقام المؤشر هي قيم معبر عنها كنسبة مئوية من رقم أساسي واحد. وبالتالي يتم ترجمة
FAR 1.5 إلى FSI 150٪.